# ژرار آجمیان
ژرار آجمیان (ارمنی: Ժերար Աճեմեան؛ زادهٔ) بازیکن فوتبال در پست مهاجم ارمنی‌تبار اهل لبنان است.

## باشگاهی
از باشگاه‌هایی که در آن بازی کرده‌است می‌توان به باشگاه فوتبال هومنتمن بیروت اشاره کرد.

## تیم ملی
وی همچنین در تیم ملی فوتبال لبنان بازی کرده‌است.